# 及物型配列

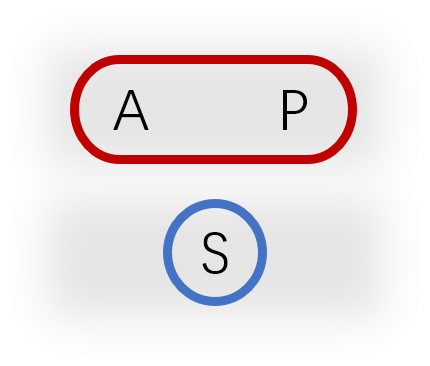
及物型配列示意

及物型配列（Transitive alignment），又稱施受格配列、双重斜格配列、及物动词句中和型配列:32，是一类配列方式，即在句法或形态上，将、及物动词的施事论元和受事论元同等对待（A=P），而区别对待不及物动词的单一变元（S）。呈现这种配列的语言称为及物格语言、施受格语言、双重斜格语言或者及物动词句中和型语言。及物型语言十分罕见。

## 编码性质
如果一门语言有形态上的格变化，那么谓语中心词的论元一般会如下标记：
- 不及物动词的单一核心变元（S）标记为不及物格；
- 及物动词的施事论元和受事论元标记为及物格（A=P）。

例如鲁善语里面疑问代词“谁”在不及物动词句的 S 中作 čāy，而在及物动词句中，无论是 A 还是 P 都作 či。

## 分布
及物型语言非常少见，只有鲁善语等3种帕米尔语言有这种配列:36:125，因为从动机来看格需要分辨及物动词句的 A 和 P，而及物型恰恰反之，使得即便存在格体系，话者仍需要借助其他手段分辨 A 和 P。